# Mitjaevia tappana
Mitjaevia tappana är en insektsart som beskrevs av Fernando Chiang och Knight 1990. Mitjaevia tappana ingår i släktet Mitjaevia och familjen dvärgstritar. Inga underarter finns listade i Catalogue of Life.